# Z-80 SoftCard
Z-80 SoftCardは、マイクロソフトが開発したプラグイン式のApple IIプロセッサカードであり、Apple IIコンピュータをZilog Z80 CPUをベースとするCP/Mシステムに変えるものであった。このカードは、1980年の最も人気が高いCP/Mプラットフォームの一つとして、マイクロソフトの最大の収益源となった。最終的にはMicrosoft SoftCardと改称され、Apple IIe用のマイクロソフトPremium Softcard IIeへと引き継がれた。

## 概要
Z-80 SoftCardは1980年にマイクロソフトの最初のハードウェア製品として発売され、Microsoft BASICプログラミング言語を同梱し、Apple IIでデジタルリサーチのオペレーティングシステム（OS）であるCP/Mを実行することができる、Apple IIプロセッサカードである。これにより、Apple IIユーザーは、いくつかの高級言語のコンパイラやインタプリタを含む、より多くのビジネスアプリケーションを利用できるようになった。CP/Mは初期のクロスプラットフォームOSの1つで、さまざまな補助チップや周辺ハードウェアに簡単に対応できるものの、Intel 8080互換のCPUが必要であった。Zilog Z80はこれに対応したが、AppleのCPUであるMOS Technology 6502はそうではなかった。SoftCardは、Zilog Z80 CPUに加え、そのプロセッサバスをAppleバスに接続するために74LS00シリーズのTTLチップをいくつか搭載していた。CP/Mはアドレス0からの連続したメモリを必要とするのに、Apple IIにはそれがないため、非RAM領域をメモリの先頭に移動させるためのアドレス変換が行われた。

## 歴史
マイクロソフトのコンピュータ言語製品をApple IIに簡単に移植することを目的として、同社の共同創業者であるポール・アレンがSoftCardを考案した。シアトル・コンピュータ・プロダクツ（SCP）のティム・パターソンがSoftCardを設計した。SCPがプロトタイプを製作し、BurtronixのDon Burtisがカードの設計を修正、California Computer Systemsがマイクロソフト向けに製造した。このカードが売れるかどうか不確かなまま、マイクロソフトは1980年3月に開催されたウェスト・コースト・コンピュータ・フェアで初めての公開デモンストレーションを行った。
マイクロソフトは、Apple IIe用のバージョンであるPremium Softcard IIeも発売した。このカードは、64 kB RAMを含むApple 80カラムテキストカードと同等の機能を持つため、CP/M機能、追加メモリ、および80カラムテキストを必要としたユーザーにとってはコスト削減につながった。

## 反応

### 売上
SoftCardは直ちに成功を収め、マイクロソフトを驚かせた。ウェスト・コースト・コンピュータ・フェアで注文を受ける準備はしていなかったが、マイクロソフトの幹部は初日に関係者から1,000枚の名刺を受け取り、Compute! 誌は「同社に注文が殺到した」と報じた。SoftCardは1枚349ドルで、3ヶ月で5,000枚を売り上げて、1980年に同社最大の収益源となり、その後も数年間にわたり高い売上が続いた。SoftCardはCP/Mを実行するプラットフォームとしてダントツの一番人気となり、Z-80 SoftCardはApple IIの周辺機器として高い人気を維持した。1981年までに、マイクロソフト、ライフボートアソシエイツ、Peachtree Softwareは、CP/MソフトウェアをAppleフォーマットのディスクで提供した。

### 批評
1980年3月のウェスト・コースト・コンピュータ・フェアでSoftCardのデビューを目の当たりにしたCompute! 誌は、それを「Appleのブレークスルー（突破口）」と称した。1981年のInfoWorld誌は、SoftCardを「魅力的なハードウェアの一枚」と呼んだ。同誌は、CP/Mドキュメントの専門用語を批判しつつも、「軽量で持ち運び可能なZ80コンピュータが必要なら、AppleとSoftCardの組み合わせは完璧なペアだ」と評した。BYTE誌は「Appleユーザーに柔軟性を提供するため、Softcardは素晴らしい買い物と言える。...価格も手頃で機能を果たす。」と書いた。
1984年のInfoWorld誌はSoftCard IIeを好意的に批評し、拡張80カラムテキストカード（Extended 80-Column Text Card）に取って代わることを認めた。同誌は、特にMicrosoft BASICを実行したい人やCP/Mを超える機能を求めている人にとって「市場にある幾つかの優れた候補の中でも優れたシステムである」と結んでいる。

## 競合
マイクロソフトの成功に続いて、他の数社もApple II用のZ80カードを開発した。デジタルリサーチのApple CP/MとAdvanced Logic Systemsが開発した「The CP/M Card」（6 MHz Z80、64 kB RAM）や、デジタルリサーチのCP/M Pro 3.0 向けのCP/M Gold Card（64 or 192 kB RAM）などがある。その他、Applied Engineering、PCPI（6 MHz Appli-Card)、Cirtech、IBSから個別に設計された製品が提供された。また、SoftCardクローンメーカーも約10社ほどあった。